# Pukekohe Park Raceway
O Pukekohe Park Raceway é um complexo contendo um autódromo e um hipódromo localizado em Pukekohe, na Nova Zelândia, foi inaugurado em 1963, recebeu corridas da Tasman Series e da Supercars Championship, o circuito está presente no jogo TOCA Race Driver 3.